# Fairview (contea di Monmouth, New Jersey)
Fairview è un census-designated place (CDP) degli Stati Uniti d'America, situato nello stato del New Jersey, nella contea di Monmouth.